# Zielony Dąb (Opole)
Pour les articles homonymes, voir Zielony Dąb.
Zielony Dąb est une localité polonaise de la gmina et du powiat de Namysłów en voïvodie d'Opole.